# Bossou
Bossou es una localidad de la prefectura de Lola en la región de Nzérékoré, Guinea, con una población censada en marzo de 2014 de 9883 habitantes.
Se encuentra ubicada al sur del país, cerca del monte Nimba y de la frontera con Liberia y Costa de Marfil.